# Keokee
Keokee és una concentració de població designada pel cens dels Estats Units a l'estat de Virgínia. Segons el cens del 2000 tenia 316 habitants.

## Demografia
Segons el cens del 2000, Keokee tenia 316 habitants, 128 habitatges, i 88 famílies. La densitat de població era de 28,1 habitants per km².
Dels 128 habitatges en un 30,5% hi vivien nens de menys de 18 anys, en un 52,3% hi vivien parelles casades, en un 13,3% dones solteres, i en un 30,5% no eren unitats familiars. En el 28,1% dels habitatges hi vivien persones soles el 14,1% de les quals corresponia a persones de 65 anys o més que vivien soles. El nombre mitjà de persones vivint en cada habitatge era de 2,47 i el nombre mitjà de persones que vivien en cada família era de 3,02.
Per edats la població es repartia de la següent manera: un 25,3% tenia menys de 18 anys, un 6,3% entre 18 i 24, un 27,8% entre 25 i 44, un 25,9% de 45 a 60 i un 14,6% 65 anys o més.
L'edat mediana era de 40 anys. Per cada 100 dones de 18 o més anys hi havia 101,7 homes.
La renda mediana per habitatge era de 22.875 $ i la renda mediana per família de 23.438 $. Els homes tenien una renda mediana de 22.639 $ mentre que les dones 23.229 $. La renda per capita de la població era d'11.025 $. Entorn del 19,4% de les famílies i el 20,9% de la població estaven per davall del llindar de pobresa.

## Poblacions més properes
El següent diagrama mostra les poblacions més properes.